# 賈爾 (新墨西哥州)
賈爾（英語：Jal）是一個位於美國新墨西哥州利縣的城市。

## 人口
根據2020年美國人口普查的數據，賈爾的面積為12.49平方千米，當中陸地面積為12.49平方千米，而水域面積為0.00平方千米。當地共有人口2202人，而人口密度為每平方千米176人。